# نادين كاستر
نادين كاستر (بالفرنسية: Nadine Caster)‏ هي منافسة ألعاب القوى فرنسية، ولدت في 15 أكتوبر 1965 في Le François ‏ في فرنسا.

## وصلات خارجية
- نادين كاستر على موقع الاتحاد الدولي لألعاب القوى (الإنجليزية)
- نادين كاستر على موقع الاتحاد الفرنسي لألعاب القوى (الفرنسية)